# Conferenza sulle misure di interazione e rafforzamento della fiducia in Asia
La Conferenza sulle misure di interazione e rafforzamento della fiducia in Asia (Conference on Interaction and Confidence-Building Measures in Asia, CICA) è un'organizzazione intergovernativa il cui obiettivo è rafforzare la cooperazione per promuovere la pace sulla base della fiducia tra gli stati asiatici. La Conferenza invita un gran numero di osservatori esterni, con l'idea che la pace, la sicurezza e la stabilità in Asia siano strettamente legate a quelle del mondo intero.

## Storia
L'idea di convocare una Conferenza asiatica è stata proposta per la prima volta dal presidente del Kazakistan Nursultan Nazarbaev il 5 ottobre 1992, alla 47ª sessione dell'Assemblea generale delle Nazioni Unite. Con il suo discorso il presidente Nazarbaev proponeva una Conferenza in Asia sul modello della Conferenza sulla sicurezza e sulla cooperazione in Europa (CSCE).
Il 14 settembre 1999, ad Almaty, si è tenuto il primo incontro dei Ministri degli esteri dei 15 Stati aderenti che ha adottato la Dichiarazione dei principi guida sulle relazioni tra gli Stati membri della Conferenza.
Il 4 giugno 2002 si è tenuto ad Almaty il primo vertice dei capi di Stato e di Governo, che ha approvato l'Almaty Act, lo Statuto della CICA.
Il 22 ottobre 2004 si è tenuto ad Almaty il secondo incontro dei Ministri degli esteri, che ha approvato il Catalogo delle misure di rafforzamento della fiducia e il Regolamento interno della CICA.
Il 17 giugno 2006 si è tenuto ad Almaty il secondo vertice dei capi di Stato e di Governo, che ha adottato lo Statuto del Segretariato, definendone funzioni e struttura.
Il 25 agosto 2008 si è tenuto ad Almaty il terzo incontro dei Ministri degli esteri, che ha emendato lo Statuto del Segretariato.
Il 7-9 giugno 2010 si è tenuto a Istanbul il terzo vertice dei capi di Stato e di Governo, che ha adottato la Convenzione dei privilegi e delle immunità del Segretariato, del suo personale e dei rappresentanti degli Stati membri.
Il 20-21 maggio 2014 si è tenuto a Shanghai il quarto vertice dei capi di Stato e di Governo, che ha adottato una dichiarazione sul «rafforzamento del dialogo, della fiducia e del coordinamento per una nuova Asia di pace, stabilità e cooperazione».
Nel 2018 lo Sri Lanka è il 27º Stato che aderisce alla CICA; l'atto di adesione è stato sottoscritto a Pechino da Karunasena Kodithuwakku, ambasciatore dello Sri Lanka presso la Repubblica Popolare Cinese.
Nel sesto vertice del 2022 il presidente del Kazakistan Qasym-Jomart Toqaev ha comunicato che il Kuwait è il 28º Stato che aderisce alla CICA; l'atto di adesione è stato sottoscritto ad Astana l'11 ottobre 2022.

## Membri

### Stati aderenti
- Afghanistan
- Azerbaigian
- Bahrein
- Bangladesh
- Cambogia
- Cina
- Corea del Sud
- Egitto
- Emirati Arabi Uniti
- Giordania
- India
- Iran
- Iraq
- Israele
- Kazakistan
- Kirghizistan
- Kuwait
- Mongolia
- Pakistan
- Palestina
- Qatar
- Russia
- Sri Lanka
- Tagikistan
- Thailandia
- Turchia
- Uzbekistan
- Vietnam

### Stati osservatori
- Bielorussia
- Filippine
- Giappone
- Indonesia
- Laos
- Malaysia
- Stati Uniti
- Turkmenistan
- Ucraina

### Organizzazioni osservatrici
- Assemblea parlamentare degli stati di lingua turca (TURKPA)
- Lega araba
- Nazioni Unite
- Organizzazione internazionale per le migrazioni (IOM)
- Organizzazione per la sicurezza e la cooperazione in Europa

### Organizzazioni partner
- Assemblea del Popolo del Kazakistan (APK)
- Organizzazione di cooperazione economica (ECO)
- Organizzazione per la Cooperazione di Shanghai (SCO)
- Struttura regionale antiterrorismo della SCO (SCO RATS)
- Ufficio delle Nazioni Unite per il controllo della droga e la prevenzione del crimine (UNODC)

## Struttura

### Organi decisionali
- Vertici dei capi di Stato e di Governo: il vertice dei capi di Stato e di Governo degli Stati membri stabilisce priorità, prende decisioni e fornisce indicazioni al più alto livello politico.
- Incontri ministeriali: l'incontro dei Ministri degli esteri è l'organo decisionale e di governo centrale della CICA.
- Comitati dei funzionari di alto livello: il comitato dei funzionari di alto livello (SOC) si riunisce almeno una volta all'anno per dare seguito alle precedenti decisioni della CICA, svolgere consultazioni sulle questioni attuali della CICA, supervisionare il lavoro dei gruppi di lavoro speciali e coordinare il lavoro di altre riunioni.

### Organi esecutivi
Il principale organo esecutivo è costituito dal Segretariato a capo del quale si trova il Direttore esecutivo. Dall'ottobre del 2020 Direttore esecutivo è l'ambasciatore kazako Kairat Sarybay.

## Vertici dei capi di Stato e di Governo

### 1º Vertice (2002)
Il primo vertice dei capi di Stato e di Governo si è tenuto ad Almaty il 4 giugno 2002, con la partecipazione di sedici Stati membri e dieci Stati osservatori e organizzazioni internazionali. Il Vertice ha adottato il documento costitutivo della Conferenza: l'Almaty Act, nel quale si dichiara «la determinazione a formare in Asia un'area di sicurezza comune e indivisibile, dove tutti gli stati coesistono pacificamente e i loro popoli vivono in condizioni di pace, libertà e prosperità, e fiduciosi che pace, sicurezza e sviluppo si completino, si sostengano e si rafforzino a vicenda».
Nel vertice è stato deciso che gli Stati membri avrebbero preparato un Catalogo delle misure per rafforzare la fiducia e procedere in modo graduale all'attuazione delle sue disposizioni. Hanno inoltre concordato in linea di principio l'istituzione del Segretariato per fornire controllo e sostegno per riunioni regolari e consultazioni politiche e altre attività menzionate nell'Almaty Act.
Il secondo documento adottato al Vertice è stata la Dichiarazione sull'eliminazione del terrorismo e sulla promozione del dialogo tra le civiltà, condannando «tutte le forme e manifestazioni di terrorismo, commesse indipendentemente da quando, dove o da chi», e dichiarando il loro impegno a cooperare tra loro e con gli altri stati nella lotta al terrorismo, in conformità con la Carta delle Nazioni Unite.

### 2º Vertice (2006)
Il secondo vertice si è tenuto ad Almaty il 17 giugno 2006, nel quale la Corea del Sud è stata ammessa come diciottesimo Stato membro.
Il vertice ha adottato lo Statuto del Segretariato della CICA e una dichiarazione finale che riflette il punto di vista generale degli Stati membri sui problemi chiave della sicurezza e della cooperazione in Asia e in altre parti del mondo; ribadisce il desiderio degli Stati membri di continuare gli sforzi per portare avanti il procedimento per raggiungere gli obiettivi condivisi; rileva che l'istituzione del Segretariato della CICA nel territorio del Kazakistan rappresenta un'importante pietra miliare nell'evoluzione della CICA. È stato inoltre deciso di celebrare il 5 ottobre CICA Day per commemorare la proposta da parte del presidente Nazarbayev alla 47ª Ssessione dell'Assemblea generale delle Nazioni Unite il 5 ottobre 1992.

### 3º Vertice (2010)
Il terzo vertice si è tenuto a Istanbul il 7-9 giugno 2010.
Il vertice ha adottato la dichiarazione Constructing cooperative approach to interaction and security in Asia (Costruire un approccio cooperativo all'interazione e alla sicurezza in Asia), che riflette la posizione e le opinioni della CICA su importanti questioni di sicurezza e cooperazione in Asia e in altre parti del mondo, tra cui terrorismo, disarmo, droghe illecite, crisi finanziaria globale, ambiente e situazione in Afghanistan e Medio Oriente; la dichiarazione ha anche ribadito l'impegno degli Stati membri a portare avanti il procedimento CICA e ha riaffermato l'importanza di avviare deliberazioni su questioni di sicurezza in conformità con le disposizioni del Catalogue of Confidence Building Measures (Catalogo delle misure di rafforzamento della fiducia).
Il vertice ha inoltre adottato la Convention on the Privileges and Immunities of the Secretariat, its Personnel and Representatives of Members of the Conference on Interaction and Confidence Building Measures in Asia (Convenzione sui privilegi e le immunità del Segretariato, del suo personale e dei rappresentanti dei membri della Conferenza sulle misure di interazione e rafforzamento della fiducia in Asia).

### 4º Vertice (2014)
Il quarto vertice si è tenuto a Shanghai il 20-21 maggio 2014 con la partecipazione di ventisei Stati membri.
Il vertice ha adottato una dichiarazione sul tema On Enhancing Dialogue, Trust and Coordination for a New Asia of Peace, Stability and Cooperation (Rafforzamento del dialogo, della fiducia e del coordinamento per una nuova Asia di pace, stabilità e cooperazione). La dichiarazione rifletteva la posizione e le opinioni della CICA su importanti questioni di sicurezza e cooperazione in Asia, tra cui terrorismo, disarmo, droghe illecite, criminalità organizzata transnazionale, sicurezza alimentare ed energetica, diritti umani, tecnologia dell'informazione e della comunicazione, ambiente e situazione in Afghanistan e Medio Est. La dichiarazione ha anche ribadito l'impegno degli Stati membri a portare avanti il procedimento CICA e ha riaffermato l'importanza di attuare misure concordate di rafforzamento della fiducia in tutte le dimensioni. Il vertice ha inoltre accolto con favore l'adozione del nuovo regolamento interno della CICA.
Un memorandum d'intesa tra il Segretariato della CICA e il Segretariato dell'Organizzazione per la Cooperazione di Shanghai (SCO) è stato firmato il 20 maggio 2014 a margine del Vertice di Shanghai.

### 5º Vertice (2019)
Il quinto vertice si è tenuto a Dušanbe il 15 giugno 2019.
Al vertice, i leader partecipanti hanno espresso le loro opinioni su temi quali la situazione della sicurezza in Asia e le misure per promuovere il dialogo, la fiducia e il coordinamento della CICA. Nel suo discorso di apertura, il presidente del Tagikistan Emomalī Rahmon ha presentato la sua visione della cooperazione, sottolineando la sicurezza, l'ambiente e l'ulteriore sviluppo della regione; parlando di questioni ambientali, ha affermato che oltre mille ghiacciai si sono sciolti nell'arco periodo di 40 anni: tale processo di degrado inciderà negativamente sulle risorse idriche dell'Asia centrale, il 60% delle quali si forma nel territorio del Tagikistan.
Il vertice ha adottato la dichiarazione Shared Vision of Secure and More Prosperous CICA Region (Visione condivisa della regione CICA sicura e più prospera), che riflette la posizione e le opinioni della CICA su importanti questioni di sicurezza e cooperazione in Asia, tra cui terrorismo, disarmo, droghe illecite, criminalità organizzata transnazionale, sicurezza alimentare ed energetica, diritti umani, tecnologia dell'informazione e della comunicazione, ambiente e situazione in Afghanistan e Medio Oriente. La dichiarazione ha anche ribadito l'impegno degli Stati membri a portare avanti il procedimento CICA e ha riaffermato l'importanza di attuare misure concordate di rafforzamento della fiducia in tutte le dimensioni.

### 6º Vertice (2022)
Il sesto vertice si è tenuto ad Astana il 12-13 ottobre 2022.

## Pubblicazioni
- (EN) Declaration on the Principles Guiding Relations between the CICA Member States (PDF), Almaty, CICA Ministerial Meeting, 14 settembre 1999.
- (EN) Almaty Act (PDF), Almaty, CICA Summit, 4 giugno 2002.
- (EN) Statute of the Secretariat of the Conference on Interaction and Confidence Building Measures in Asia (PDF), Almaty, CICA Summit, 17 giugno 2006.
- (EN) Host Country Agreement (PDF), Astana, CICA Senior Officials Committee, 26 giugno 2007.
- (EN) Protocol Amending the Statute of the CICA Secretariat (PDF), Almaty, CICA Ministerial Meeting, 25 agosto 2008.
- (EN) Convention on the Privileges and Immunities (PDF), Istanbul, CICA Summit, 8 giugno 2010.
- (EN) Catalogue of Confidence Building Measures (PDF), Astana, CICA Ministerial Meeting, 11-12 ottobre 2021.
- (EN) Rules of Procedure (as amended in 2021) (PDF), Astana, CICA Ministerial Meeting, 11-12 ottobre 2021.